# Zuqar
L'isola di Zuqar (in arabo جزيرة زقر‎?, Jabal Zuqar) è un'isola del Mar Rosso appartenente allo Yemen. Si trova tra le coste dello Yemen continentale e dell'Eritrea, vicino allo stretto di Bab-el-Mandeb che collega il Mar Rosso al Golfo di Aden. Nonostante la sua vicinanza al continente africano, l'isola di Zuqar è considerata una parte dell'Asia trovandosi sulla piattaforma continentale asiatica.

## Proprietà
La proprietà dell'isola Zuqar è stata a lungo contesa tra lo Yemen e l'Eritrea, insieme alle isole Hanish. Nel 1995 la disputa ha portato al conflitto delle Isole Hanish. Nel 1996 la Corte permanente di arbitrato dell'Aia ha risolto la controversia, assegnando le isole più grandi, inclusa Zuqar, allo Yemen.